# Roman Kuznecov
Roman Vladimirovič Kuznecov (in russo Роман Владимирович Кузнецов?; 14 agosto 1989) è un taekwondoka russo.

## Palmarès
- Mondiali

Muju 2017: bronzo nei +87 kg;
- Europei

Montreux 2016: argento nei +87 kg;
Kazan 2018: argento nei +87 kg.